# Шейкер

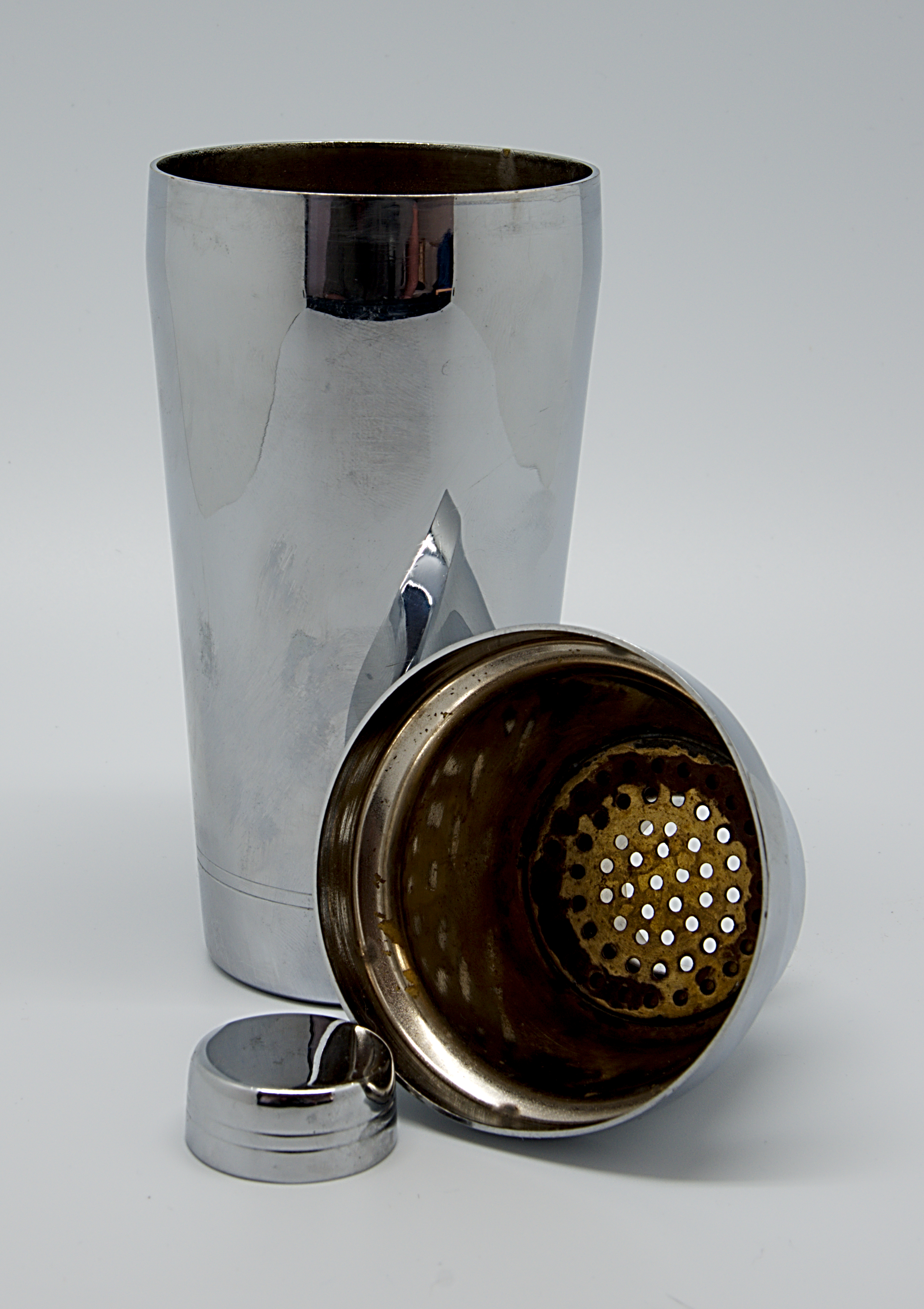
Европейский шейкер в разобранном виде: стакан, сито, крышка

Ше́йкер (от англ. shake — трясти) — посуда для приготовления коктейлей методом встряхивания компонентов. 

## Описание
Используется для приготовления некоторых видов спортивного питания, алкогольных и безалкогольных коктейлей в барах.
Шейкер в барах — это главный профессиональный инструмент бармена, символ барменского искусства.
В шейкере готовят коктейли из трудносмешиваемых жидкостей различной плотности, таких, как фруктовые соки, сиропы, ликёры и другие алкогольные напитки, сливки, кофе, яйца, кроме газированных напитков. Лёд, помещаемый примерно на три четверти от объёма стакана шейкера, при встряхивании быстро охлаждает напиток.
Для приготовления коктейля бармен помещает кубики льда и необходимые составляющие напитка в стакан шейкера, закрывает его и энергично встряхивает в течение 5—10 секунд. Готовый коктейль переливают в бокал, отсеивая лёд специальным ситом. Кроме льда, сито также отфильтровывает возможные кусочки компонентов коктейля и образовавшуюся при встряхивании пену.
В европейском шейкере сито в виде пластины с несколькими отверстиями находится в самой его конструкции, а при использовании бостонского шейкера применяется отдельное барное сито стрейнер. При отсутствии сита лёд может быть отфильтрован путём аккуратного процеживания напитка через узкую щель между частями шейкера — методом «бумеранга» (см. на илл.).

Основными материалами для изготовления современных профессиональных шейкеров являются нержавеющая сталь и стекло, европейские шейкеры для использования в быту могут частично или полностью изготавливаться из пластмассы.

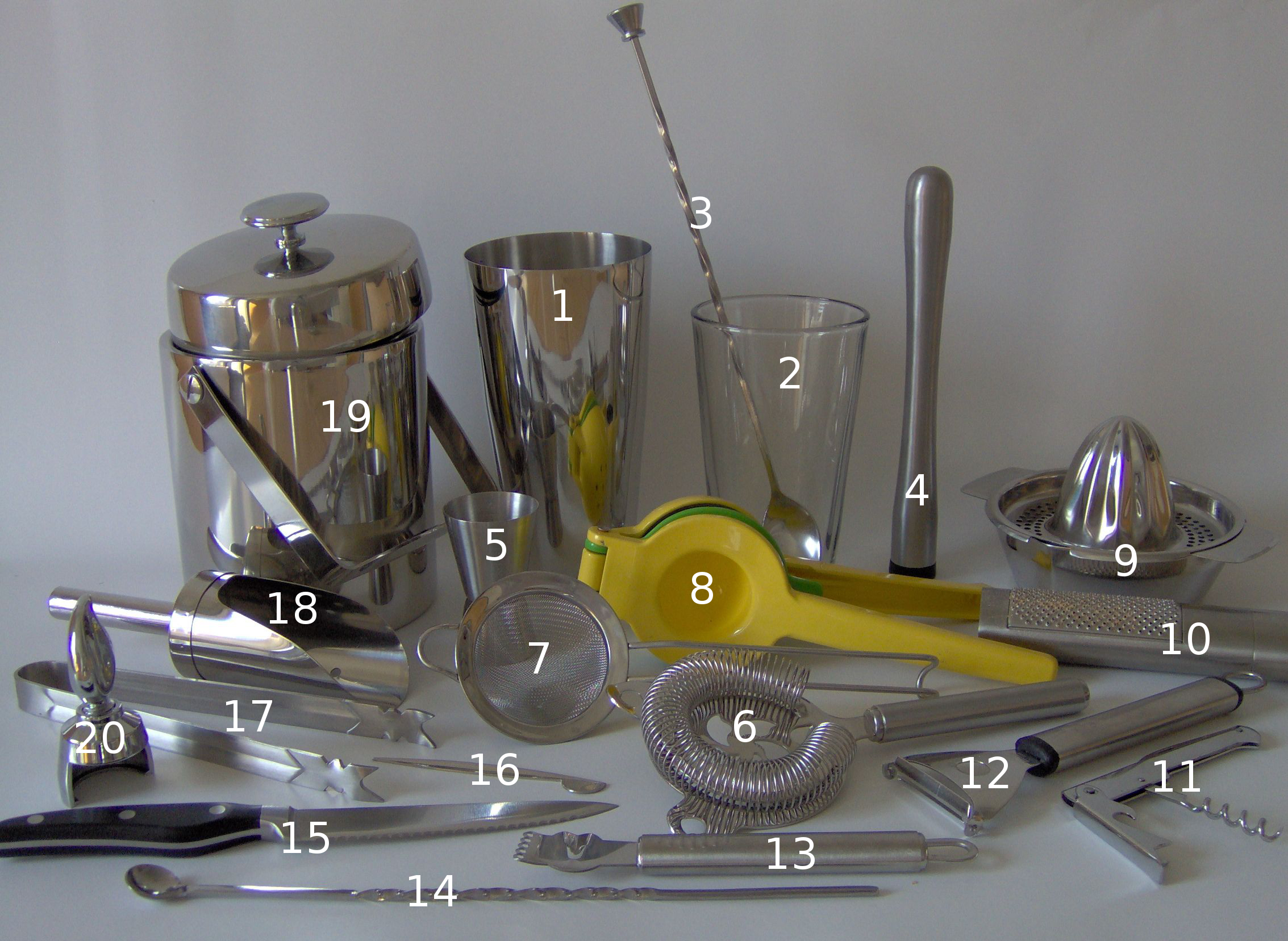
Барменский набор для приготовления коктейлей: (1, 2) бостонский шейкер, (6) стрейнер, (7) файн-стрейнер, ситечко, (5) джиггер, (4) мадлер, (8) ручной пресс-сквизер для цитрусовых, (3) барная ложка с кнопкой, (14) малая барная ложка и др. барный инвентарь

## Основные виды

### Европейский шейкер
Европейский или классический шейкер, кобблер (от англ. cobbler) — состоит из трёх металлических частей: шейкерного стакана, фильтра (сита) и крышки-колпачка. Крышку можно использовать в качестве мерного стаканчика, распространённый объём которой — 30 мл. Некоторые модели кобблеров имеют увеличенный объём крышки для большего удобства отмеривания жидкостей. Основные объёмы стакана кобблера — 500 и 700 мл.
В быту чаще всего применяется именно этот вид шейкера по причине простоты его использования и наличия встроенного сита.

### Бостонский шейкер

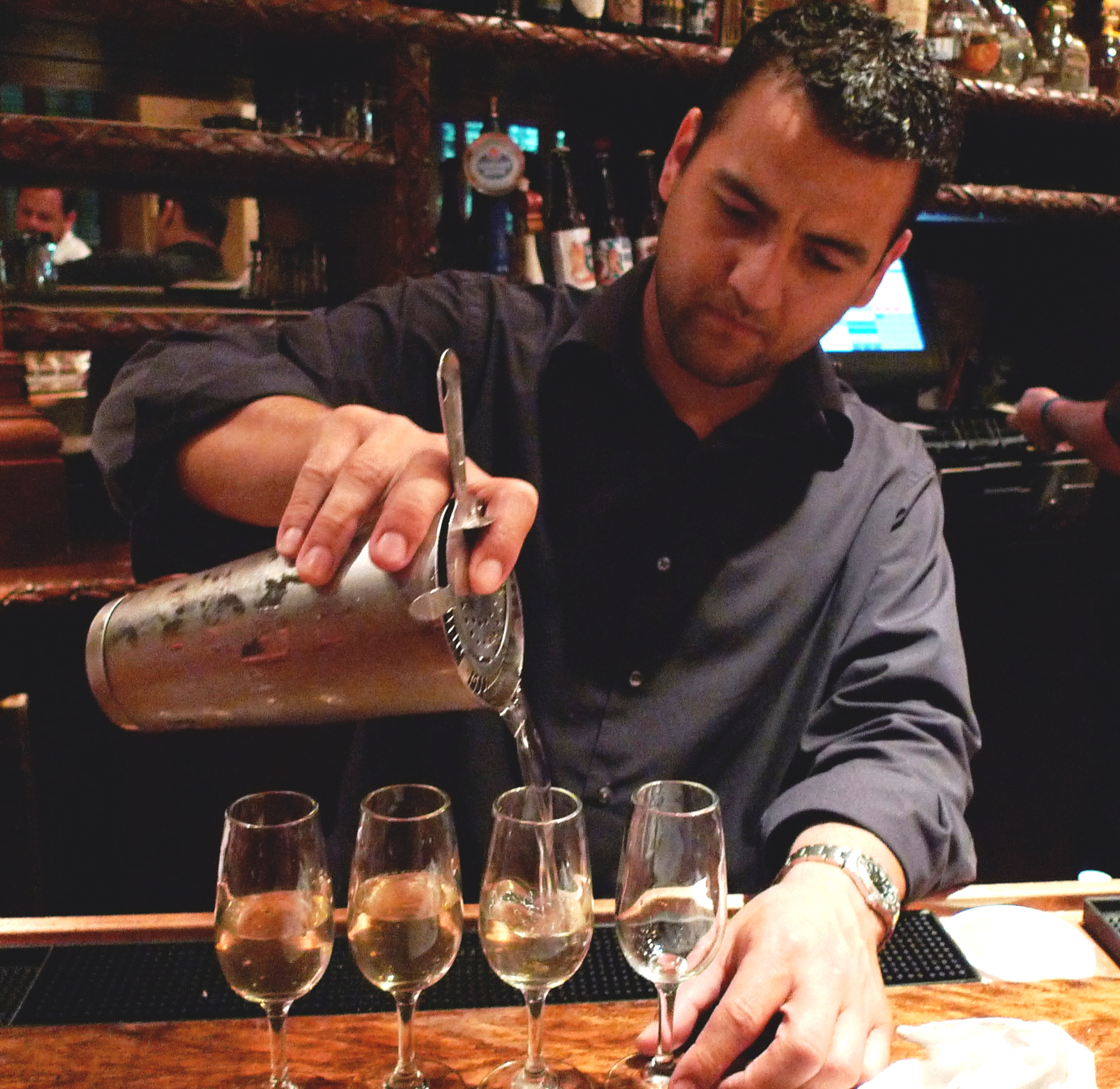
Бармен разливает приготовленный коктейль по бокалам из бостонского шейкера, отсеивая кусочки льда при помощи стрейнера

Бостонский (Бостон-шейкер) или американский шейкер — состоит из двух стаканов, надеваемых друг на друга: стеклянного или металлического стакана для смешивания и металлической основы большего диаметра. Типичный объём стакана-основы — 800 мл, смесительного стакана — примерно 568 мл (1 пинта).
Главным достоинством бостонского шейкера является высокая скорость приготовления коктейлей за счёт его быстрого открывания и закрывания лёгким ударом рукой по стакану-основе, поэтому такой шейкер предпочтителен для профессиональных барменов.

### Шейкер для спортивного питания
Существуют отдельные виды шейкеров для приготовления смесей в спортивном питании.

## Редкие виды

### Французский шейкер

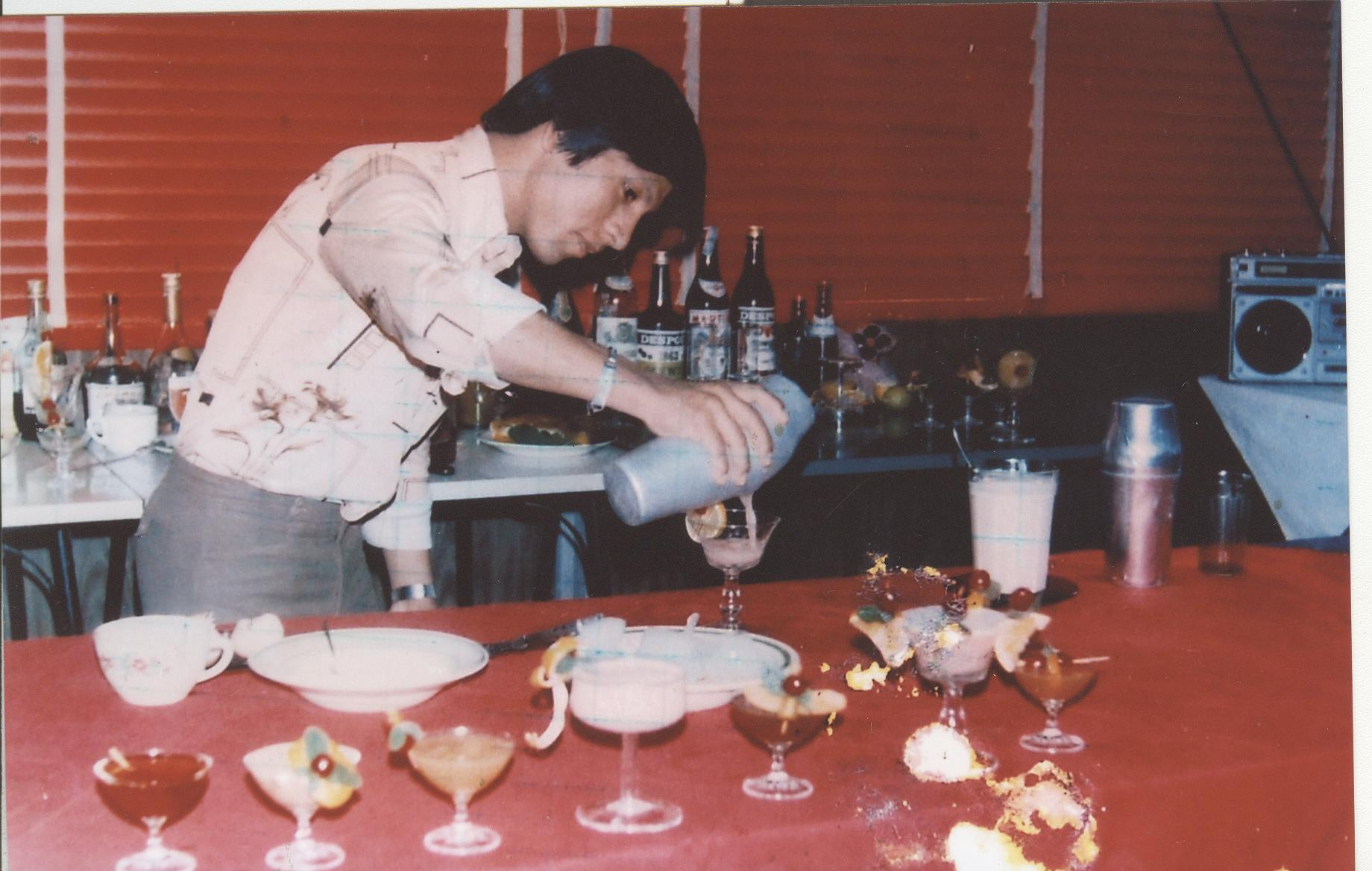
Бармен переливает коктейль из французского шейкера в бокал, отсеивая лёд методом «бумеранга»

Французский, парижский или континентальный шейкер — состоит из двух металлических частей: стакана для смешивания и крышки чашеобразной формы. Для отсеивания кусочков льда используется стрейнер, либо метод «бумеранга».

### Спид-шейкер
Спид-шейкер (от англ. speed shaker — «быстрый шейкер») — это металлический стакан-основа, используемый по принципу бостонского шейкера, вместе с тем же стаканом, из которого будет употребляться готовый коктейль. В этом случае лёд не фильтруется. Подходящими типами стеклянных стаканов для этого шейкера являются тумблеры олд-фешн и рокс.

## История

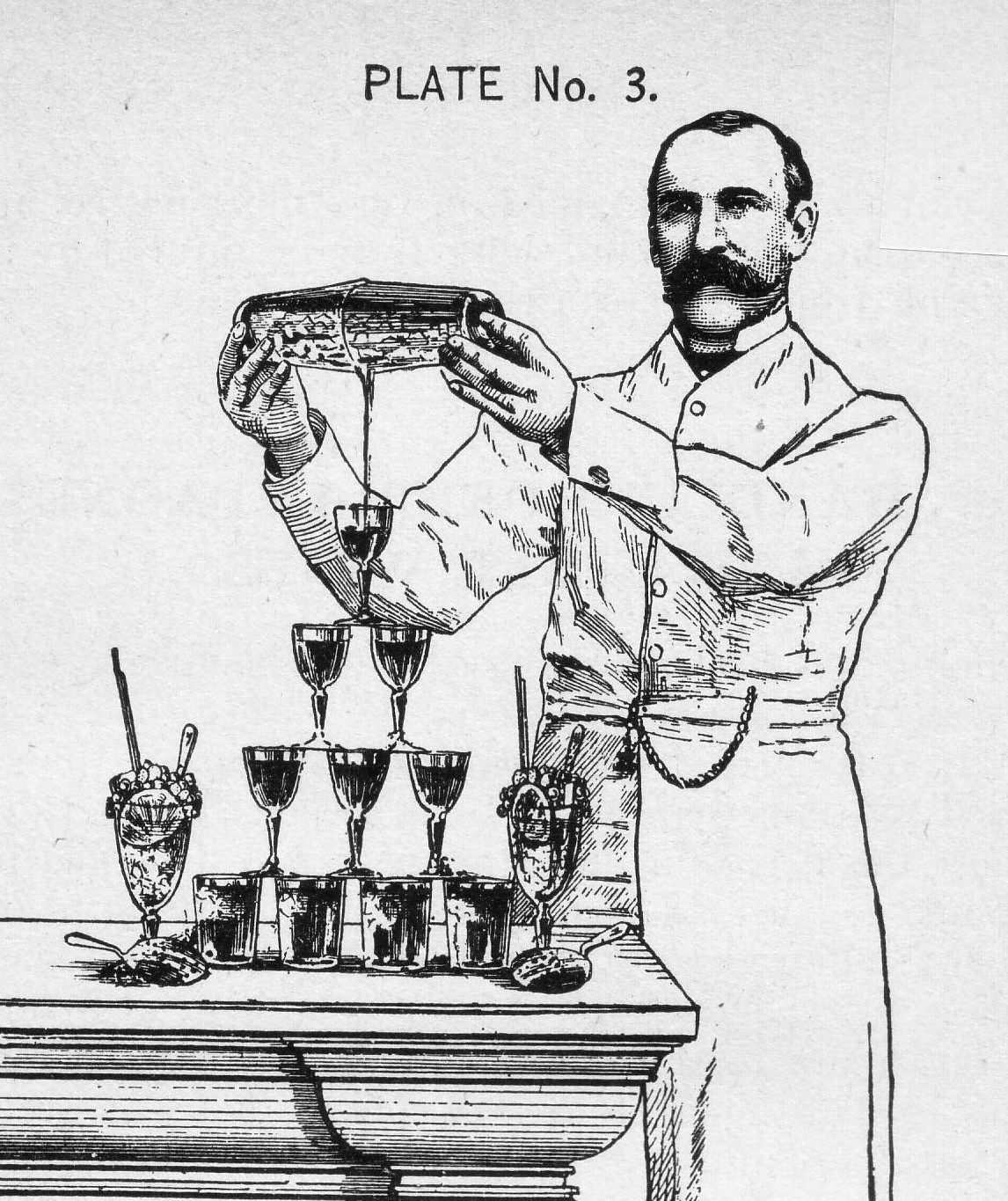
Гарри Джонсон разливает коктейль из бостонского шейкера на шесть персон. Гравюра из книги «Руководство бармена Гарри Джонсона». 1888 год

Археологические исследования свидетельствуют, что еще 7 тысяч лет назад до нашей эры в Южной Америке тыква не только обогащала местные гастрономические потребности, но и использовалась в качестве контейнера для смешивания напитков. А более 3 тысяч лет назад до нашей эры древние египтяне уже знали, что алкоголь будет гораздо вкуснее, если смешать его с различными приправами. Именно такой рецепт нашли в пирамиде Хеопса. Логично предположить, что именно в Древнем Египте зародилось искусство приготовления коктейлей. Позднее, в 1520 году, легендарный завоеватель Мексики Кортес пишет испанскому королю Карлу V письмо, в котором упоминает о том, что: «темнокожие готовят в золотом цилиндре какой-то дурманящий шипучий напиток из зёрен какао».
Бостонским шейкером начали пользоваться в 20—30-х годы XIX века.
Французский шейкер стал основой для создания европейского шейкера.

### В США
Сухой закон в США, действовавший с 1920 по 1933 год, внёс свои коррективы в историю шейкера. Во время его действия французский шейкер получил широкую известность, так как только этот вид шейкера можно было свободно рекламировать под видом ёмкости для смешивания парфюмерии.
Пик популярности шейкера приходится на период после отмены сухого закона в 1930—1940-х годах.

## Галерея

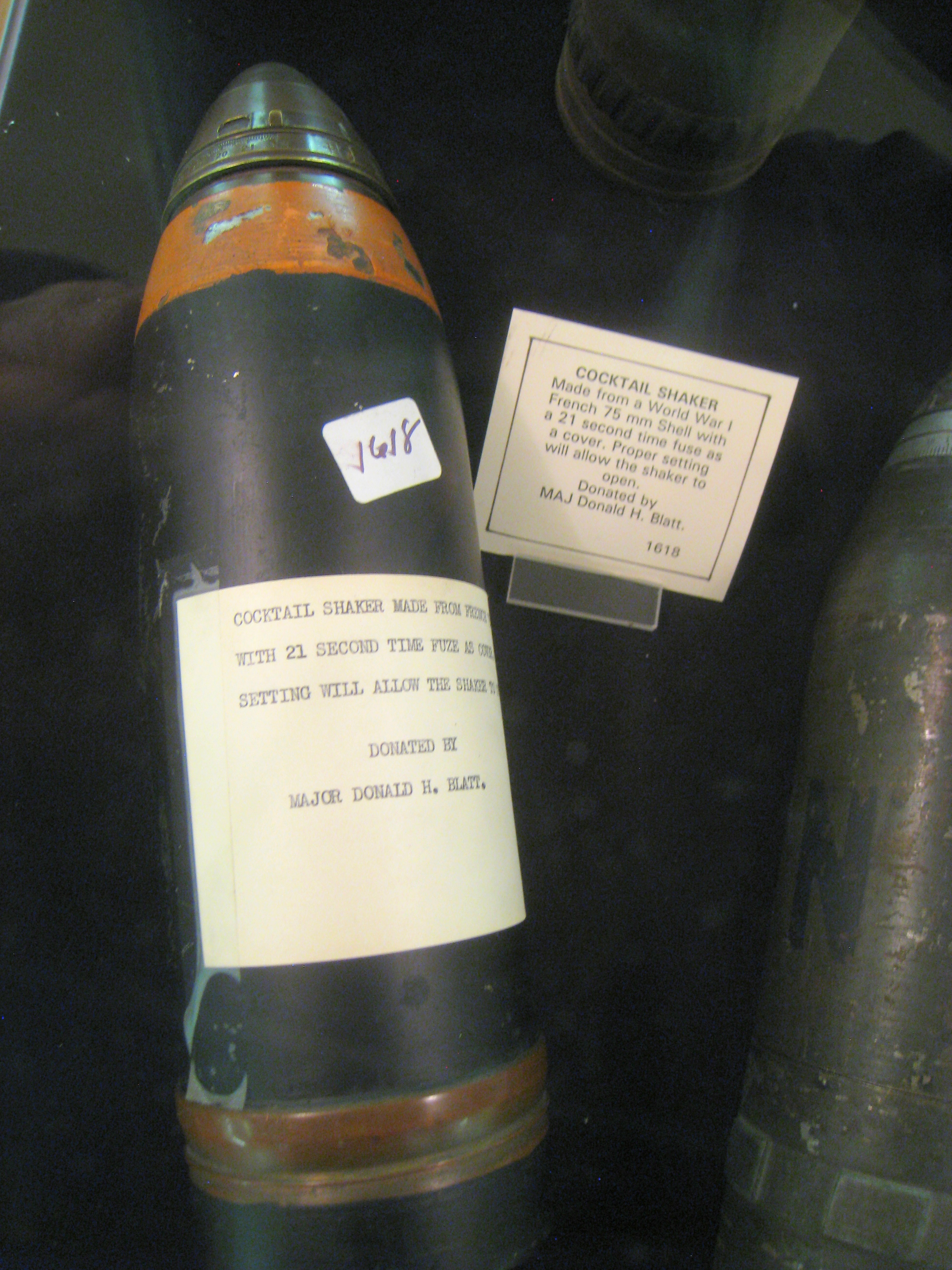
Шейкер, сделанный из снаряда от французской 75-мм полевой пушки времён Первой мировой войны (1914—1918)
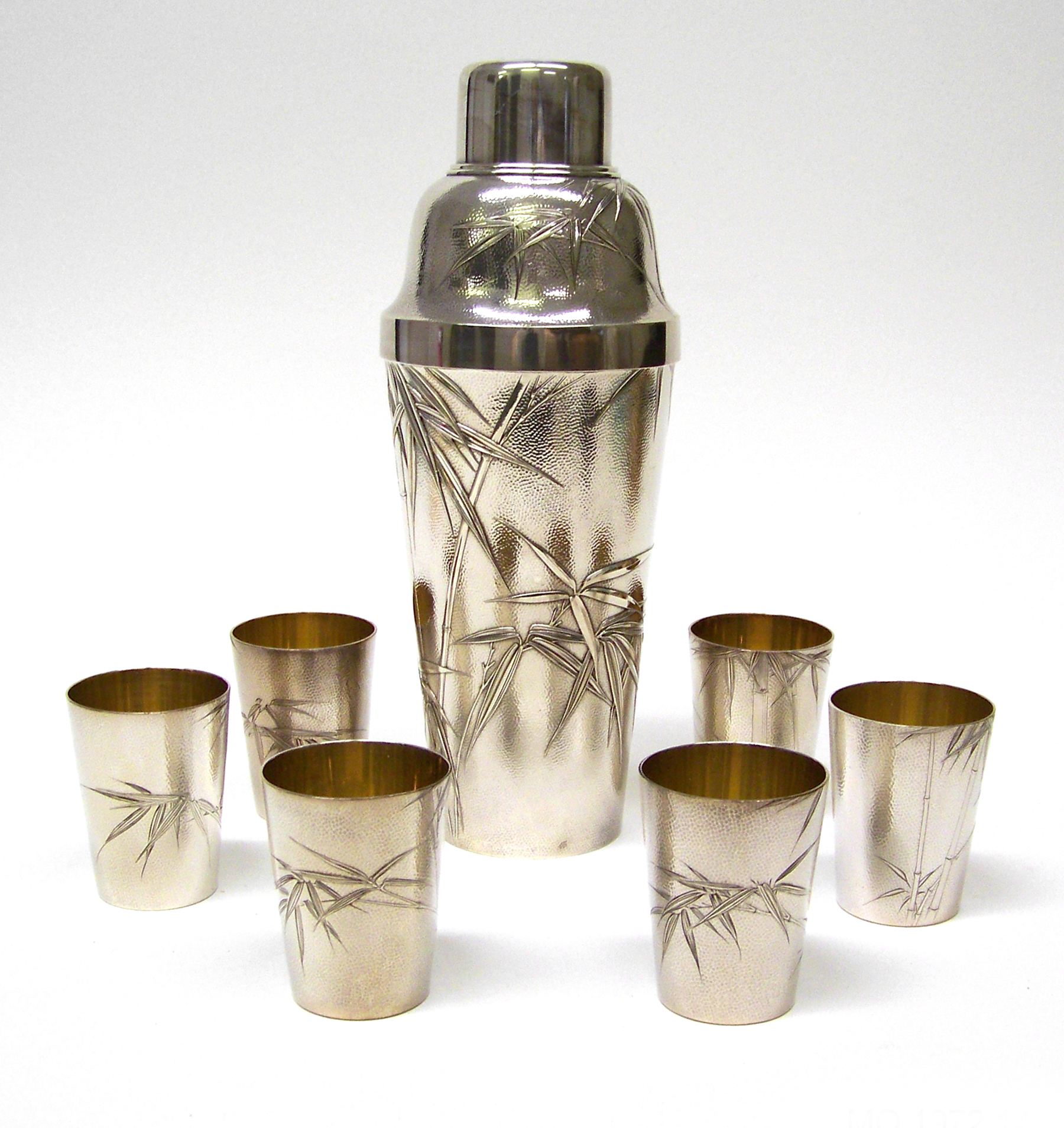
Серебряный набор из шейкера и шести стаканчиков. Экспонат Президентской библиотеки-музея[англ.] Франклина Рузвельта
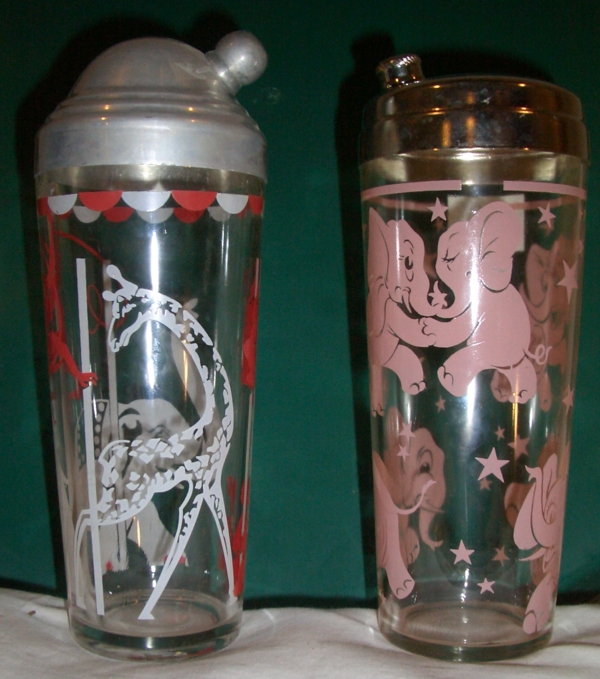
Шейкеры со стеклянным стаканом. 1950-е годы